# Lago di Nemi
Lago di Nemi, eller Nemisjön på svenska (latin Nemorensis Lacus), är en liten vulkanisk kratersjö i Nemi i Lazio, Italien och ligger cirka 30 km söder om Rom i Albanobergen. Arealen är 1,67 km². Sjön är belägen 316 m ö.h. och har ett största djup på 33 meter.
Sjöns namn kommer av latinets nemus, "lund", närmare bestämt Dianas heliga lund vid randen av sjön. Betydande ruiner av ett Dianatempel finns bevarade.
Sjön är känd för de två sjunkna och ovanligt stora romerska Nemiskeppen. Skeppen, som mätte 70 x 18 meter i längd och bredd, byggdes cirka år 40 e.Kr. åt kejsar Caligula, och grävdes fram med hjälp av en sjösänkning 1929–1932. Ett museum byggdes vid sjön, men skeppen brann upp under striderna vid tyska arméns reträtt 1944.
Muriel Sparks roman från 1976, The Takeover, utspelar sig i tre fiktiva villor vid sjön.

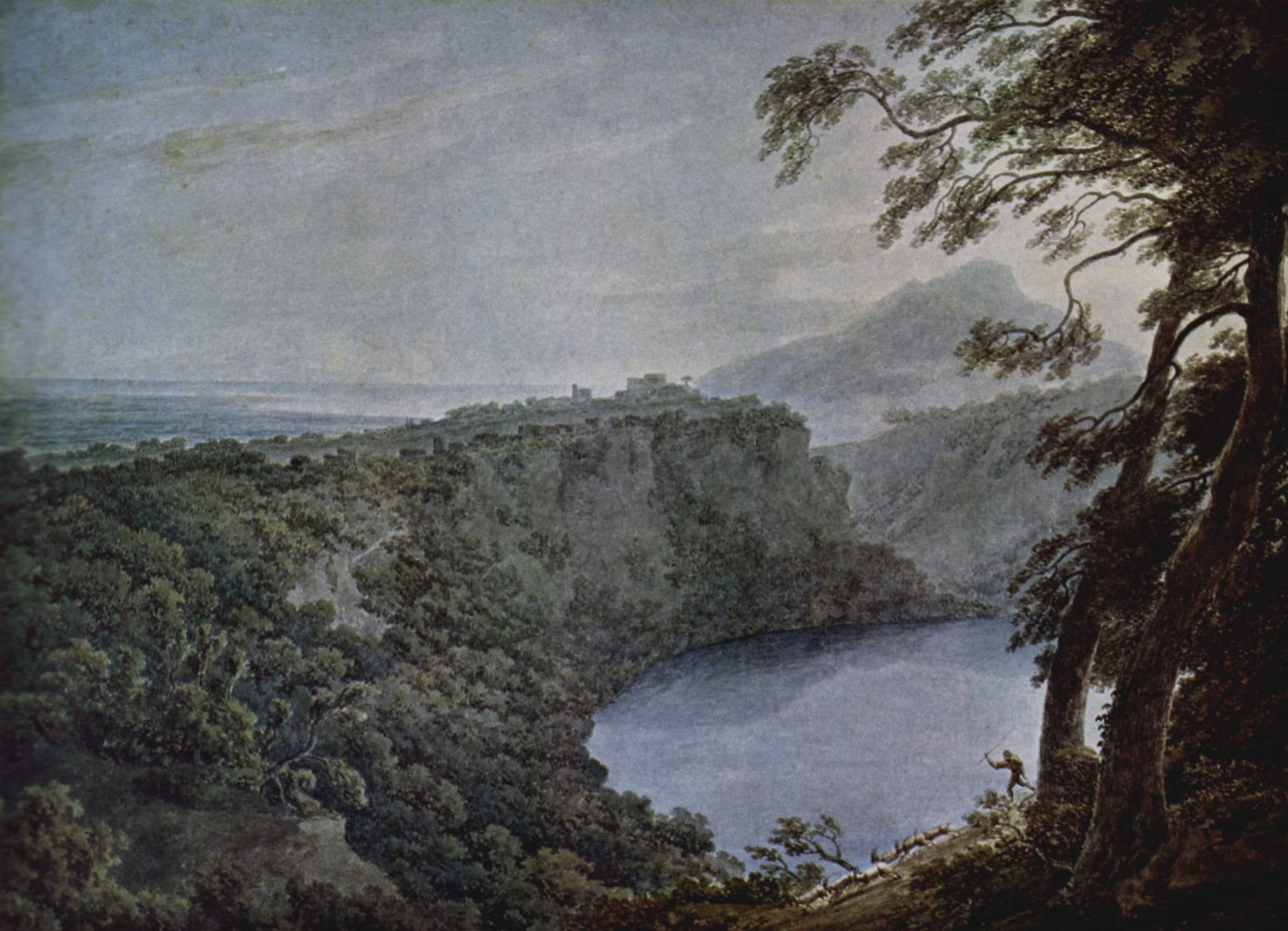
John Robert Cozens, cirka 1777
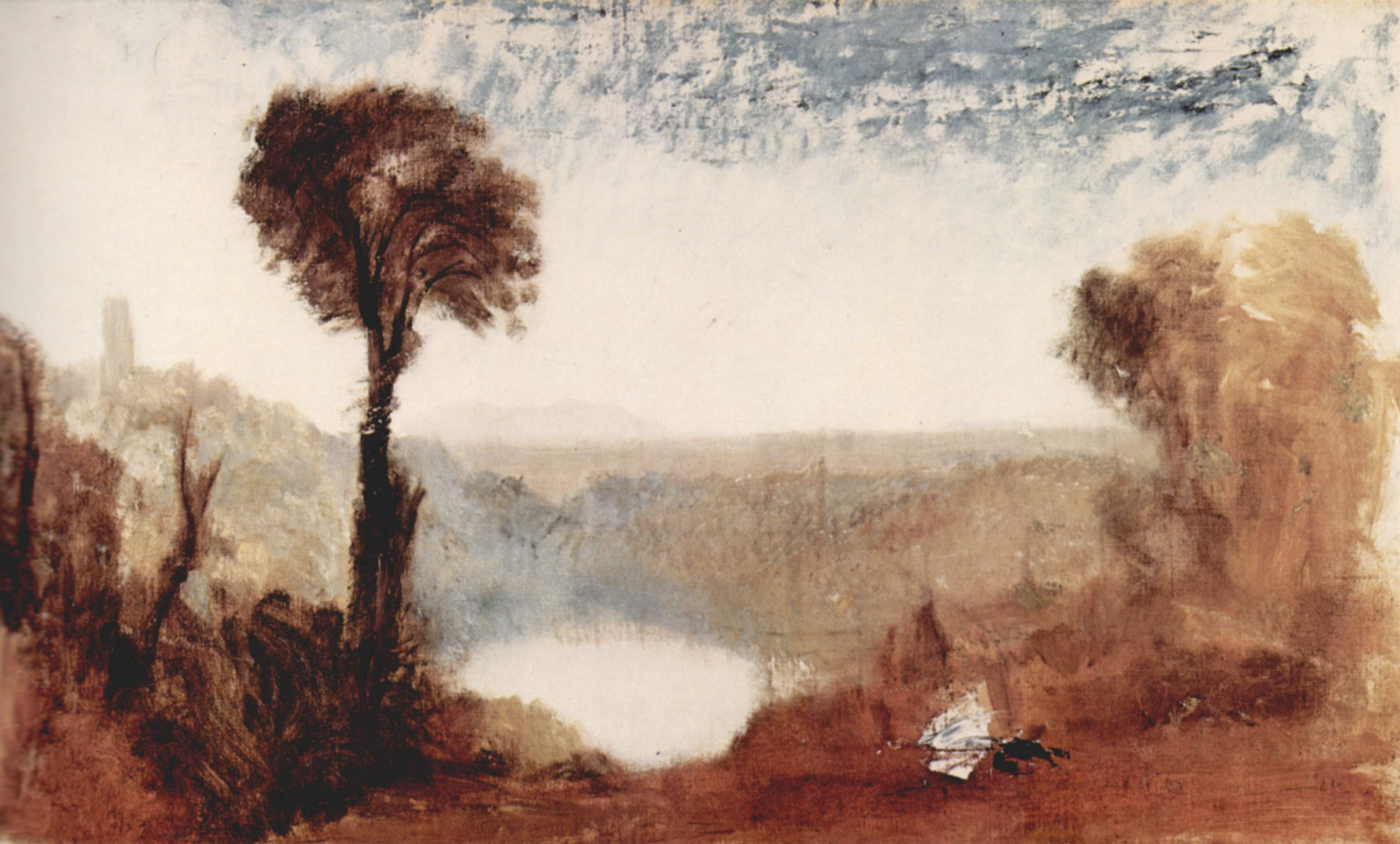
William Turner, Il lago di Nemi, ca 1828
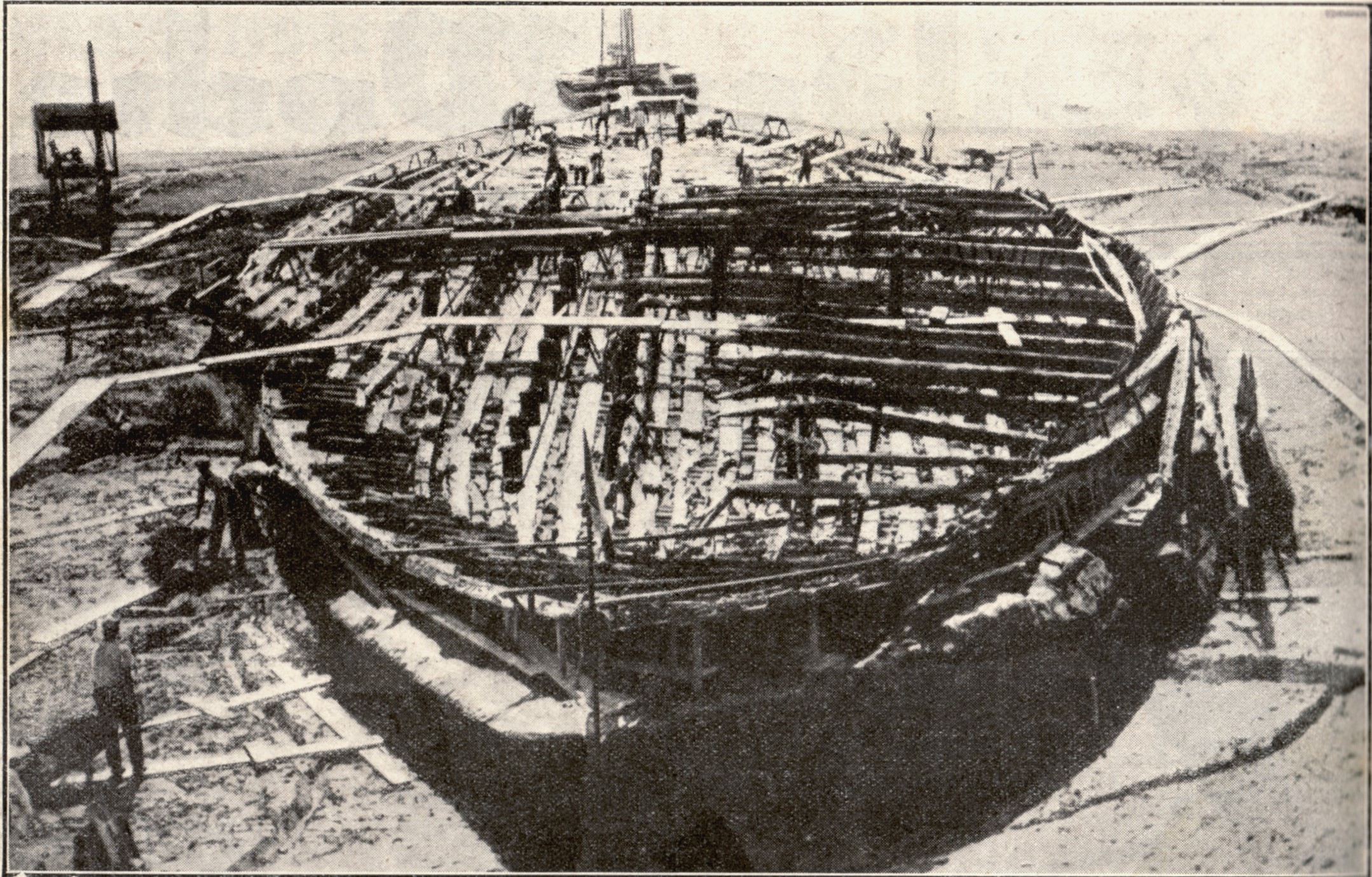
Skepp A 1929
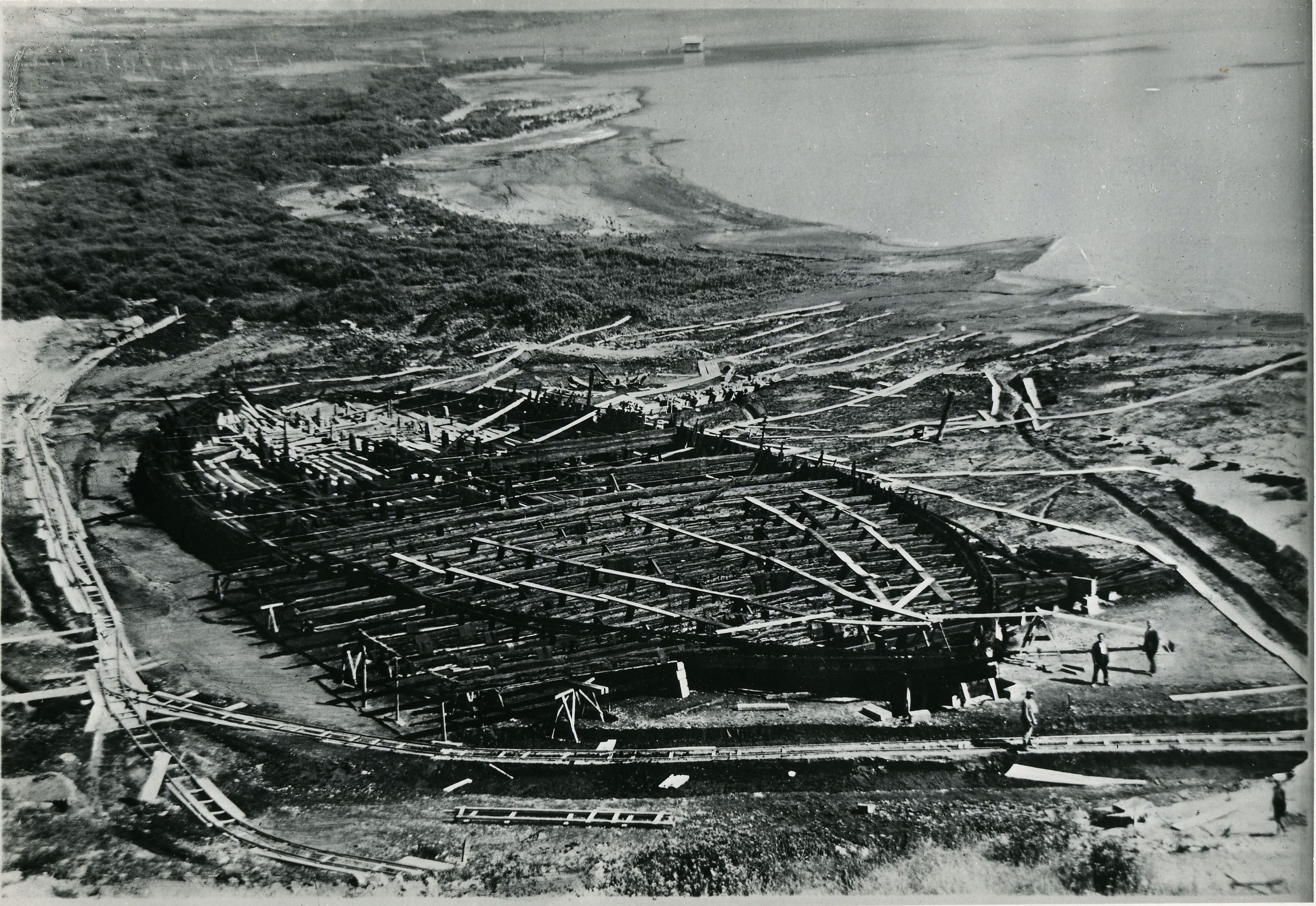
Skepp B okänt årtal